# Philippe-Frédéric de Dietrich
 (avril 2011).
Si vous disposez d'ouvrages ou d'articles de référence ou si vous connaissez des sites web de qualité traitant du thème abordé ici, merci de compléter l'article en donnant les références utiles à sa vérifiabilité et en les liant à la section « Notes et références ».
Pour les articles homonymes, voir Dietrich.
Le baron Philippe Frédéric de Dietrich, né le 14 novembre 1748 à Strasbourg et guillotiné le 29 décembre 1793 à Paris, est un savant, homme politique et franc-maçon alsacien.
Il a donc plusieurs titres de gloire différents :
1. c'était un grand scientifique, auteur d'un recensement des mines et hauts-fourneaux de France de l'époque, géologue et chimiste distingué, membre de l'Académie des sciences ;
2. il a encouragé Rouget de Lisle à écrire divers chants patriotiques, dont La Marseillaise, et a été le premier à interpréter lui-même ce chant en public dans son salon ;
3. grand partisan des idées nouvelles de l'époque, il a organisé des cercles de réflexion en Alsace du Nord et, en qualité de maire de Strasbourg (1790-1792), il a accéléré les réformes.

## Biographie

### Avant la Révolution
Il est issu d'une vieille famille protestante de banquiers et de maîtres de forges De Dietrich à Niederbronn, dans le Bas-Rhin. Il est le fils de Jean de Dietrich et d'Amélie Hermanny. Il fait ses études secondaires au gymnase protestant de Strasbourg, puis se forme dès 1772 par des voyages d'étude à travers l'Europe. Ami des encyclopédistes, franc-maçon, membre des Illuminés de Bavière sous le nom de "Omarius", il adhère à des idées de développement des sciences et techniques, d'égalité des hommes sans différences de religion ou d'origines, d'entente internationale et de paix entre les peuples.
Il épouse Louise Sybille Ochs, sœur de Pierre Ochs, qui sera chancelier de Bâle et un militant de l'entente entre la France et la Suisse.
Il reçoit une charge de secrétaire-interprète des Suisses et des Grisons, achetée par son père en 1771. Cette charge le fait résider à Paris la moitié de son temps.
En 1775, il démontre la nature volcanique du Kaiserstuhl, près de Fribourg-en-Brisgau et devient correspondant de l'Académie des Sciences où il est admis en 1786.
Il assiste en 1777 à des expériences de Alessandro Volta à Strasbourg, relatives au gaz des marais, et il peut les reproduire devant l'Académie des Sciences, aidé de Lavoisier. Il crée les Annales de chimie avec Lavoisier et écrit de nombreux articles scientifiques.
Le 11 janvier 1785, il est nommé commissaire du roi à la visite des usines, des bouches à feu et des forêts du royaume, fonction qu'il partage avec Barthélemy Faujas de Saint-Fond. La création de cette fonction était nécessitée par l'épuisement des forêts et la nécessité de remplacer le bois par de la houille et le coke. Il prit sa fonction très au sérieux et publia un très intéressant ouvrage intitulé Description des gîtes de minerai et des bouches à feu du royaume, en trois volumes : les Pyrénées (1786), la Haute et Basse Alsace (1788) et la Lorraine méridionale (rédigé en 1788 mais publié en 1799).

### Sous la Révolution

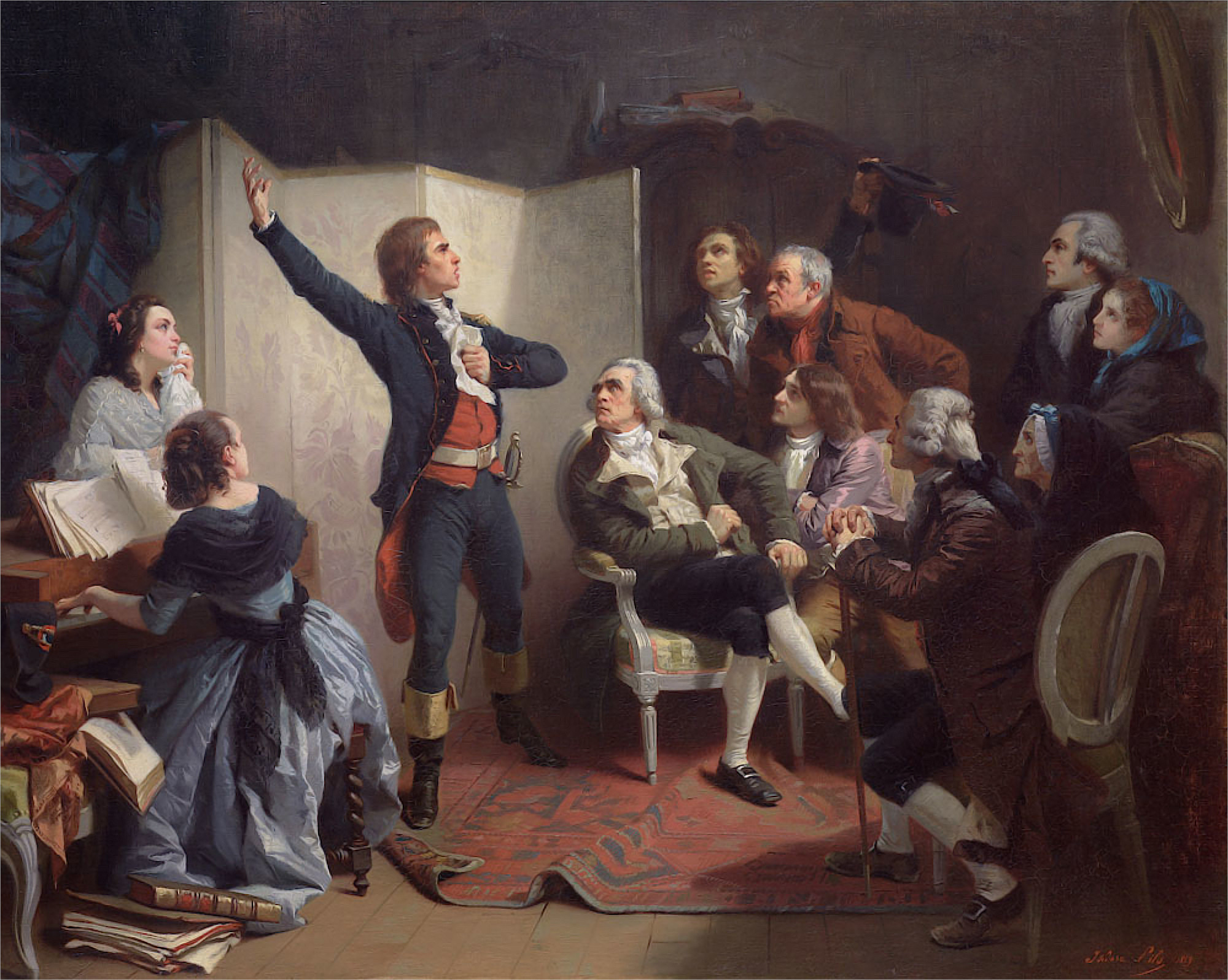
Rouget de Lisle chantant la Marseillaise dans le salon du maire Dietrich.

Le baron de Dietrich est maire de Strasbourg de mars 1790 à août 1792. C'est un ami de La Fayette.
C'est à son domicile, au cours d'un dîner en l'honneur des officiers de la garnison de Strasbourg qu'il demande au capitaine du génie Claude Joseph Rouget de Lisle, en garnison dans sa ville, d'écrire le Chant de l'armée du Rhin, future Marseillaise. Rouget de l'Isle compose ce chant dans la nuit du 24 au 25 avril 1792. Selon certaines sources, il l'aurait chantée lui-même, accompagné au piano par sa femme, car il était fort bon musicien.
Le baron de Dietrich connaissait bien le capitaine Rouget de l'Isle pour être, comme lui, franc-maçon et fréquenter la même loge maçonnique de Strasbourg.
Sommé de comparaître devant la barre de la Convention qui lui reproche de soutenir les prêtres réfractaires et surtout d'avoir protesté contre les journées insurrectionnelles du 20 juin et du 10 août 1792, Philippe Frédéric de Dietrich se réfugie d'abord à Bâle, chez son beau-frère Pierre Ochs, puis se constitue prisonnier. Les Jacobins l'envoient devant le tribunal de Besançon, qui l'acquitte le 7 mars 1793. On l'expédie alors à Paris, car Maximilien de Robespierre le considère comme un « homme dangereux », « un des plus grands conspirateurs de la République ». Faisant pression sur le tribunal, il déclare devant les Jacobins : « La justice nationale exige qu'il soit puni, et l'intérêt du peuple demande qu'il le soit promptement ». En conséquence le Tribunal révolutionnaire le condamne à mort. Il est guillotiné le 29 décembre 1793.
Le 23 août 1795, donc un an après la chute de Robespierre, la Convention nationale réhabilite Philippe Frédéric de Dietrich.

## Iconographie
Une médaille à l'effigie de Philippe Frédéric de Dietrich premier maire de Strasbourg a été exécutée par le graveur Jean Daniel Kamm vers 1790. Deux exemplaires en sont conservés au musée Carnavalet (ND 1587).

## Publication
- Baron de Dietrich, Description des gîtes de minerai, des forges et des salines des Pyrénées, suivi d'observations sur les fer mazé et sur les mines des Sards en Poitou, première partie, 1786, Éditeurs Didot et Cuchet, 600 p. (consultable sur : Gallica).

### Sources
- Les dynasties alsaciennes, de Michel Hau et Nicolas Stosskopf.
- Notice historique sur l'École des mines de Paris, de Louis Aguillon, 1889